# Maso krakatauensis
Maso krakatauensis là một loài nhện trong họ Linyphiidae.
Loài này thuộc chi Maso. Maso krakatauensis được William Syer Bristowe miêu tả năm 1931.